# Barbus tiekoroi
Barbus tiekoroi és una espècie de peix cipriniforme de la família dels ciprínids.

## Morfologia
Els mascles poden assolir els cm de longitud total.

## Distribució geogràfica
Es troba a Guinea i Sierra Leone.